# 丹·托赫
丹·托赫（英語：Dan Tuohy；1985年6月18日—）是一位愛爾蘭橄欖球運動員。他是愛爾蘭國家橄欖球隊的一員，代表愛爾蘭參加了2015年橄欖球六國賽。